# Totte Mannes
Totte Mannes, född 1933 i Kajana, Finland, död 19 juli 2025 i Madrid,  var en finländsk bildkonstnär.
Mannes studerade konst i Stockholm, Helsingfors och Madrid. Hon har bott i Finland, Colombia samt Hongkong och  Madrid. Mannes var medlem i Österbottens konstnärsförening i Finland och VEGAP i Madrid samt i konstnärsgruppen RITMO Y NORMA (bildkonst, litteratur och musik).
Hon har haft cirka 90 individuella utställningar och 80 kollektiva utställningar i 15 länder i Europa och Amerika. Hennes oljemålningar finns i flera museer och offentliga samlingar i olika länder.